# 瓶核山矾
瓶核山矾（学名：Symplocos ascidiformis）为山矾科山矾属下的一个种。

## 扩展阅读
- 維基物種上的相關：瓶核山矾